# Fokker V.27
De Fokker V.27 was een Duits prototype parasol-eendekker gevechtsvliegtuig, ontworpen door Reinhold Platz en gebouwd door Fokker-Flugzeugwerke.
De V.27 was weinig meer dan een vergrote V.26 (prototype voor de D.VIII) met een 145 kW (195 pk) Benz Bz.IIIb watergekoelde lijnmotor. Fokker streefde naar soortgelijke vliegtuigen met zowel rotatiemotoren als lijnmotoren. Fokker zette de V.27 in als deelnemer  aan de tweede fighters competition in Berlin-Adlershof in mei/juni 1918.
De V.37 was een gronddoel-variant van de V.27 jager. Het was uitgerust met uitgebreide bepantsering om de piloot en motor te beschermen. Noch de V.27, noch de V.37 werden in productie genomen.

## Specificaties (schatting)
- Type: Fokker V.27
- Fabriek: Fokker
- Rol: Jachtvliegtuig
- Bemanning: 1
- Lengte: 5,9 m
- Spanwijdte: 8,3 m
- Motor: 1 × Benz Bz.IIIb watergekoelde lijnmotor, 195 pk
- Eerste vlucht: 1918

Prestaties
- Maximumsnelheid: 200 km/u